# Kazushi Isoyama
Kazushi Isoyama (født 8. januar 1975) er en tidligere japansk fodboldspiller.
Han har spillet for flere forskellige klubber i sin karriere, herunder Omiya Ardija og Mito HollyHock.